# 草绿刺剑水蚤
草绿刺剑水蚤（学名：Acanthocyclops viridis）为剑水蚤科刺剑水蚤属的动物。分布于日本、印度尼西亚、印度、里海、俄罗斯、英国、挪威、瑞典、阿尔巴尼亚、南斯拉夫、阿尔及利亚、埃塞俄比亚、乌干达、北美洲、委内瑞拉、阿根廷以及中国大陆的云南、四川、江西、江苏、河北、黑龙江、内蒙古、青海、新疆、西藏等地，常栖息于小型水域中以及湖泊的沿岸带及底部的水草丛中。
其种加词“viridis”意为“绿色的”。